# Quai de la Charente
Quai de la Charente (nábřeží Charente) je nábřeží v Paříži. Nachází se v 19. obvodu. Nábřeží je pojmenováno podle francouzské řeky Charente.

## Poloha
Nábřeží vede po pravém, východním břehu kanálu Saint-Denis. Začíná u křížení kanálů Saint-Denis a Ourcq a končí u Boulevardu Macdonald, kde na něj navazuje Quai de l'Allier.